# 1615
Portal Geschichte | Portal Biografien | Aktuelle Ereignisse | Jahreskalender | Tagesartikel

◄ |
16. Jahrhundert |
17. Jahrhundert
| 18. Jahrhundert | ►

◄ |
1580er |
1590er |
1600er |
1610er
| 1620er | 1630er | 1640er | ►

◄◄ |
◄ |
1611 |
1612 |
1613 |
1614 |
1615
| 1616 | 1617 | 1618 | 1619 | ► | ►►
Staatsoberhäupter  · Nekrolog   · Musikjahr
| Januar | Januar | Januar | Januar | Januar | Januar | Januar | Januar |
| Kw     | Mo     | Di     | Mi     | Do     | Fr     | Sa     | So     |
| ------ | ------ | ------ | ------ | ------ | ------ | ------ | ------ |
| 1      |        |        |        | 1      | 2      | 3      | 4      |
| 2      | 5      | 6      | 7      | 8      | 9      | 10     | 11     |
| 3      | 12     | 13     | 14     | 15     | 16     | 17     | 18     |
| 4      | 19     | 20     | 21     | 22     | 23     | 24     | 25     |
| 5      | 26     | 27     | 28     | 29     | 30     | 31     |        |

| Februar | Februar | Februar | Februar | Februar | Februar | Februar | Februar |
| Kw      | Mo      | Di      | Mi      | Do      | Fr      | Sa      | So      |
| ------- | ------- | ------- | ------- | ------- | ------- | ------- | ------- |
| 5       |         |         |         |         |         |         | 1       |
| 6       | 2       | 3       | 4       | 5       | 6       | 7       | 8       |
| 7       | 9       | 10      | 11      | 12      | 13      | 14      | 15      |
| 8       | 16      | 17      | 18      | 19      | 20      | 21      | 22      |
| 9       | 23      | 24      | 25      | 26      | 27      | 28      |         |

| März | März | März | März | März | März | März | März |
| Kw   | Mo   | Di   | Mi   | Do   | Fr   | Sa   | So   |
| ---- | ---- | ---- | ---- | ---- | ---- | ---- | ---- |
| 9    |      |      |      |      |      |      | 1    |
| 10   | 2    | 3    | 4    | 5    | 6    | 7    | 8    |
| 11   | 9    | 10   | 11   | 12   | 13   | 14   | 15   |
| 12   | 16   | 17   | 18   | 19   | 20   | 21   | 22   |
| 13   | 23   | 24   | 25   | 26   | 27   | 28   | 29   |
| 14   | 30   | 31   |      |      |      |      |      |

| April | April | April | April | April | April | April | April |
| Kw    | Mo    | Di    | Mi    | Do    | Fr    | Sa    | So    |
| ----- | ----- | ----- | ----- | ----- | ----- | ----- | ----- |
| 14    |       |       | 1     | 2     | 3     | 4     | 5     |
| 15    | 6     | 7     | 8     | 9     | 10    | 11    | 12    |
| 16    | 13    | 14    | 15    | 16    | 17    | 18    | 19    |
| 17    | 20    | 21    | 22    | 23    | 24    | 25    | 26    |
| 18    | 27    | 28    | 29    | 30    |       |       |       |

| Mai | Mai | Mai | Mai | Mai | Mai | Mai | Mai |
| Kw  | Mo  | Di  | Mi  | Do  | Fr  | Sa  | So  |
| --- | --- | --- | --- | --- | --- | --- | --- |
| 18  |     |     |     |     | 1   | 2   | 3   |
| 19  | 4   | 5   | 6   | 7   | 8   | 9   | 10  |
| 20  | 11  | 12  | 13  | 14  | 15  | 16  | 17  |
| 21  | 18  | 19  | 20  | 21  | 22  | 23  | 24  |
| 22  | 25  | 26  | 27  | 28  | 29  | 30  | 31  |

| Juni | Juni | Juni | Juni | Juni | Juni | Juni | Juni |
| Kw   | Mo   | Di   | Mi   | Do   | Fr   | Sa   | So   |
| ---- | ---- | ---- | ---- | ---- | ---- | ---- | ---- |
| 23   | 1    | 2    | 3    | 4    | 5    | 6    | 7    |
| 24   | 8    | 9    | 10   | 11   | 12   | 13   | 14   |
| 25   | 15   | 16   | 17   | 18   | 19   | 20   | 21   |
| 26   | 22   | 23   | 24   | 25   | 26   | 27   | 28   |
| 27   | 29   | 30   |      |      |      |      |      |

| Juli | Juli | Juli | Juli | Juli | Juli | Juli | Juli |
| Kw   | Mo   | Di   | Mi   | Do   | Fr   | Sa   | So   |
| ---- | ---- | ---- | ---- | ---- | ---- | ---- | ---- |
| 27   |      |      | 1    | 2    | 3    | 4    | 5    |
| 28   | 6    | 7    | 8    | 9    | 10   | 11   | 12   |
| 29   | 13   | 14   | 15   | 16   | 17   | 18   | 19   |
| 30   | 20   | 21   | 22   | 23   | 24   | 25   | 26   |
| 31   | 27   | 28   | 29   | 30   | 31   |      |      |

| August | August | August | August | August | August | August | August |
| Kw     | Mo     | Di     | Mi     | Do     | Fr     | Sa     | So     |
| ------ | ------ | ------ | ------ | ------ | ------ | ------ | ------ |
| 31     |        |        |        |        |        | 1      | 2      |
| 32     | 3      | 4      | 5      | 6      | 7      | 8      | 9      |
| 33     | 10     | 11     | 12     | 13     | 14     | 15     | 16     |
| 34     | 17     | 18     | 19     | 20     | 21     | 22     | 23     |
| 35     | 24     | 25     | 26     | 27     | 28     | 29     | 30     |
| 36     | 31     |        |        |        |        |        |        |

| September | September | September | September | September | September | September | September |
| Kw        | Mo        | Di        | Mi        | Do        | Fr        | Sa        | So        |
| --------- | --------- | --------- | --------- | --------- | --------- | --------- | --------- |
| 36        |           | 1         | 2         | 3         | 4         | 5         | 6         |
| 37        | 7         | 8         | 9         | 10        | 11        | 12        | 13        |
| 38        | 14        | 15        | 16        | 17        | 18        | 19        | 20        |
| 39        | 21        | 22        | 23        | 24        | 25        | 26        | 27        |
| 40        | 28        | 29        | 30        |           |           |           |           |

| Oktober | Oktober | Oktober | Oktober | Oktober | Oktober | Oktober | Oktober |
| Kw      | Mo      | Di      | Mi      | Do      | Fr      | Sa      | So      |
| ------- | ------- | ------- | ------- | ------- | ------- | ------- | ------- |
| 40      |         |         |         | 1       | 2       | 3       | 4       |
| 41      | 5       | 6       | 7       | 8       | 9       | 10      | 11      |
| 42      | 12      | 13      | 14      | 15      | 16      | 17      | 18      |
| 43      | 19      | 20      | 21      | 22      | 23      | 24      | 25      |
| 44      | 26      | 27      | 28      | 29      | 30      | 31      |         |

| November | November | November | November | November | November | November | November |
| Kw       | Mo       | Di       | Mi       | Do       | Fr       | Sa       | So       |
| -------- | -------- | -------- | -------- | -------- | -------- | -------- | -------- |
| 44       |          |          |          |          |          |          | 1        |
| 45       | 2        | 3        | 4        | 5        | 6        | 7        | 8        |
| 46       | 9        | 10       | 11       | 12       | 13       | 14       | 15       |
| 47       | 16       | 17       | 18       | 19       | 20       | 21       | 22       |
| 48       | 23       | 24       | 25       | 26       | 27       | 28       | 29       |
| 49       | 30       |          |          |          |          |          |          |

| Dezember | Dezember | Dezember | Dezember | Dezember | Dezember | Dezember | Dezember |
| Kw       | Mo       | Di       | Mi       | Do       | Fr       | Sa       | So       |
| -------- | -------- | -------- | -------- | -------- | -------- | -------- | -------- |
| 49       |          | 1        | 2        | 3        | 4        | 5        | 6        |
| 50       | 7        | 8        | 9        | 10       | 11       | 12       | 13       |
| 51       | 14       | 15       | 16       | 17       | 18       | 19       | 20       |
| 52       | 21       | 22       | 23       | 24       | 25       | 26       | 27       |
| 53       | 28       | 29       | 30       | 31       |          |          |          |

| Januar | Januar | Januar | Januar | Januar | Januar | Januar | Januar |
| Kw     | Mo     | Di     | Mi     | Do     | Fr     | Sa     | So     |
| ------ | ------ | ------ | ------ | ------ | ------ | ------ | ------ |
| 1      |        |        |        | 1      | 2      | 3      | 4      |
| 2      | 5      | 6      | 7      | 8      | 9      | 10     | 11     |
| 3      | 12     | 13     | 14     | 15     | 16     | 17     | 18     |
| 4      | 19     | 20     | 21     | 22     | 23     | 24     | 25     |
| 5      | 26     | 27     | 28     | 29     | 30     | 31     |        |

| Februar | Februar | Februar | Februar | Februar | Februar | Februar | Februar |
| Kw      | Mo      | Di      | Mi      | Do      | Fr      | Sa      | So      |
| ------- | ------- | ------- | ------- | ------- | ------- | ------- | ------- |
| 5       |         |         |         |         |         |         | 1       |
| 6       | 2       | 3       | 4       | 5       | 6       | 7       | 8       |
| 7       | 9       | 10      | 11      | 12      | 13      | 14      | 15      |
| 8       | 16      | 17      | 18      | 19      | 20      | 21      | 22      |
| 9       | 23      | 24      | 25      | 26      | 27      | 28      |         |

| März | März | März | März | März | März | März | März |
| Kw   | Mo   | Di   | Mi   | Do   | Fr   | Sa   | So   |
| ---- | ---- | ---- | ---- | ---- | ---- | ---- | ---- |
| 9    |      |      |      |      |      |      | 1    |
| 10   | 2    | 3    | 4    | 5    | 6    | 7    | 8    |
| 11   | 9    | 10   | 11   | 12   | 13   | 14   | 15   |
| 12   | 16   | 17   | 18   | 19   | 20   | 21   | 22   |
| 13   | 23   | 24   | 25   | 26   | 27   | 28   | 29   |
| 14   | 30   | 31   |      |      |      |      |      |

| April | April | April | April | April | April | April | April |
| Kw    | Mo    | Di    | Mi    | Do    | Fr    | Sa    | So    |
| ----- | ----- | ----- | ----- | ----- | ----- | ----- | ----- |
| 14    |       |       | 1     | 2     | 3     | 4     | 5     |
| 15    | 6     | 7     | 8     | 9     | 10    | 11    | 12    |
| 16    | 13    | 14    | 15    | 16    | 17    | 18    | 19    |
| 17    | 20    | 21    | 22    | 23    | 24    | 25    | 26    |
| 18    | 27    | 28    | 29    | 30    |       |       |       |

| Mai | Mai | Mai | Mai | Mai | Mai | Mai | Mai |
| Kw  | Mo  | Di  | Mi  | Do  | Fr  | Sa  | So  |
| --- | --- | --- | --- | --- | --- | --- | --- |
| 18  |     |     |     |     | 1   | 2   | 3   |
| 19  | 4   | 5   | 6   | 7   | 8   | 9   | 10  |
| 20  | 11  | 12  | 13  | 14  | 15  | 16  | 17  |
| 21  | 18  | 19  | 20  | 21  | 22  | 23  | 24  |
| 22  | 25  | 26  | 27  | 28  | 29  | 30  | 31  |

| Juni | Juni | Juni | Juni | Juni | Juni | Juni | Juni |
| Kw   | Mo   | Di   | Mi   | Do   | Fr   | Sa   | So   |
| ---- | ---- | ---- | ---- | ---- | ---- | ---- | ---- |
| 23   | 1    | 2    | 3    | 4    | 5    | 6    | 7    |
| 24   | 8    | 9    | 10   | 11   | 12   | 13   | 14   |
| 25   | 15   | 16   | 17   | 18   | 19   | 20   | 21   |
| 26   | 22   | 23   | 24   | 25   | 26   | 27   | 28   |
| 27   | 29   | 30   |      |      |      |      |      |

| Juli | Juli | Juli | Juli | Juli | Juli | Juli | Juli |
| Kw   | Mo   | Di   | Mi   | Do   | Fr   | Sa   | So   |
| ---- | ---- | ---- | ---- | ---- | ---- | ---- | ---- |
| 27   |      |      | 1    | 2    | 3    | 4    | 5    |
| 28   | 6    | 7    | 8    | 9    | 10   | 11   | 12   |
| 29   | 13   | 14   | 15   | 16   | 17   | 18   | 19   |
| 30   | 20   | 21   | 22   | 23   | 24   | 25   | 26   |
| 31   | 27   | 28   | 29   | 30   | 31   |      |      |

| August | August | August | August | August | August | August | August |
| Kw     | Mo     | Di     | Mi     | Do     | Fr     | Sa     | So     |
| ------ | ------ | ------ | ------ | ------ | ------ | ------ | ------ |
| 31     |        |        |        |        |        | 1      | 2      |
| 32     | 3      | 4      | 5      | 6      | 7      | 8      | 9      |
| 33     | 10     | 11     | 12     | 13     | 14     | 15     | 16     |
| 34     | 17     | 18     | 19     | 20     | 21     | 22     | 23     |
| 35     | 24     | 25     | 26     | 27     | 28     | 29     | 30     |
| 36     | 31     |        |        |        |        |        |        |

| September | September | September | September | September | September | September | September |
| Kw        | Mo        | Di        | Mi        | Do        | Fr        | Sa        | So        |
| --------- | --------- | --------- | --------- | --------- | --------- | --------- | --------- |
| 36        |           | 1         | 2         | 3         | 4         | 5         | 6         |
| 37        | 7         | 8         | 9         | 10        | 11        | 12        | 13        |
| 38        | 14        | 15        | 16        | 17        | 18        | 19        | 20        |
| 39        | 21        | 22        | 23        | 24        | 25        | 26        | 27        |
| 40        | 28        | 29        | 30        |           |           |           |           |

| Oktober | Oktober | Oktober | Oktober | Oktober | Oktober | Oktober | Oktober |
| Kw      | Mo      | Di      | Mi      | Do      | Fr      | Sa      | So      |
| ------- | ------- | ------- | ------- | ------- | ------- | ------- | ------- |
| 40      |         |         |         | 1       | 2       | 3       | 4       |
| 41      | 5       | 6       | 7       | 8       | 9       | 10      | 11      |
| 42      | 12      | 13      | 14      | 15      | 16      | 17      | 18      |
| 43      | 19      | 20      | 21      | 22      | 23      | 24      | 25      |
| 44      | 26      | 27      | 28      | 29      | 30      | 31      |         |

| November | November | November | November | November | November | November | November |
| Kw       | Mo       | Di       | Mi       | Do       | Fr       | Sa       | So       |
| -------- | -------- | -------- | -------- | -------- | -------- | -------- | -------- |
| 44       |          |          |          |          |          |          | 1        |
| 45       | 2        | 3        | 4        | 5        | 6        | 7        | 8        |
| 46       | 9        | 10       | 11       | 12       | 13       | 14       | 15       |
| 47       | 16       | 17       | 18       | 19       | 20       | 21       | 22       |
| 48       | 23       | 24       | 25       | 26       | 27       | 28       | 29       |
| 49       | 30       |          |          |          |          |          |          |

| Dezember | Dezember | Dezember | Dezember | Dezember | Dezember | Dezember | Dezember |
| Kw       | Mo       | Di       | Mi       | Do       | Fr       | Sa       | So       |
| -------- | -------- | -------- | -------- | -------- | -------- | -------- | -------- |
| 49       |          | 1        | 2        | 3        | 4        | 5        | 6        |
| 50       | 7        | 8        | 9        | 10       | 11       | 12       | 13       |
| 51       | 14       | 15       | 16       | 17       | 18       | 19       | 20       |
| 52       | 21       | 22       | 23       | 24       | 25       | 26       | 27       |
| 53       | 28       | 29       | 30       | 31       |          |          |          |

## Ereignisse

### Politik und Weltgeschehen

#### Asien

Die Belagerung von Osaka

- 4. Juni: Die Truppen von Tokugawa Ieyasu beenden die Belagerung von Osaka mit der Einnahme der Burg. Dabei wird Toyotomi Hideyori getötet und die Linie von Toyotomi Hideyoshi ausgelöscht. Damit ist Japan geeinigt und die Sengoku-Zeit beendet.

#### Europa

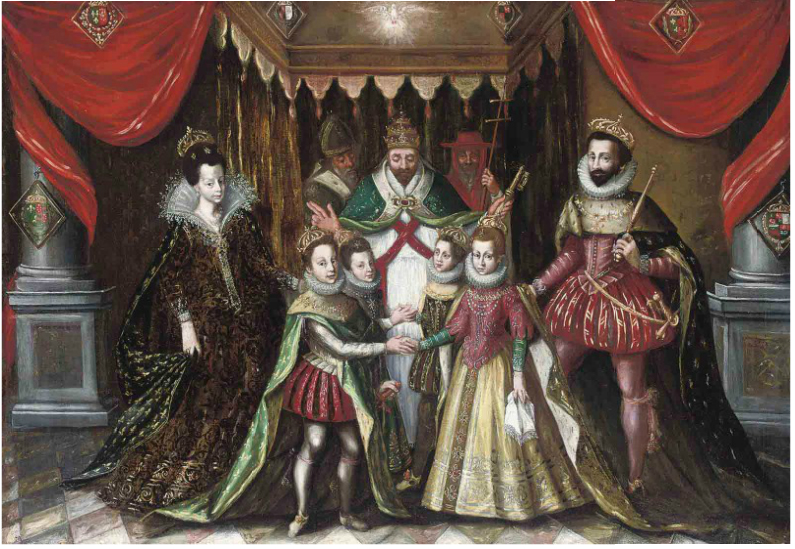
Die Doppelhochzeit von Bordeaux

- 21. November: Der französische König Ludwig XIII. heiratet in der Kathedrale von Bordeaux die habsburgische Infantin Anna von Österreich. Beide Eheleute sind zu diesem Zeitpunkt 14 Jahre alt.
- 25. November: Ebenfalls in Bordeaux heiratet der zehnjährige Thronfolger Philipp, Sohn Philipps III. von Spanien, der als Philipp II. zugleich Portugal regiert, die 13-jährige französische Prinzessin Élisabeth de Bourbon. Die Doppelhochzeit zur Stärkung der Bande zwischen Frankreich und Spanien wurde von Ludwigs Mutter Maria de’ Medici auf Anregung ihres Beraters Concino Concini arrangiert.

#### Amerika
- 25. März: Der Jesuitenpater Roque González de Santa Cruz gründet die Jesuitenreduktion Nuestra Señora de la Encarnación de Itapúa, aus der sich die Städte Posadas (im heutigen Argentinien) und Encarnación (im heutigen Paraguay) entwickeln.
- Der seit 1607 andauernde Tarrantiner-Krieg im heutigen Maine endet mit einem Sieg der Micmac über die Penobscot.
- Eine portugiesische Armee erobert nur drei Jahre nach seiner Gründung das französische Fort Saint Louis und die umgebende Kolonie France Équinoxiale in Brasilien.

#### Afrika
- Nachdem ein Erdbeben die Mauern und eine Bastion des Fort São Jorge da Mina schwer beschädigt hat, unternehmen die Niederlande einen neuerlichen Versuch, die Stadt Elmina an der Portugiesischen Goldküste zu erobern, der jedoch mit Hilfe der afrikanischen Bevölkerung neuerlich scheitert.

#### Entdeckungsreisen
- 14. Juni: Willem Cornelisz Schouten und Jacob Le Maire stechen von der holländischen Insel Texel aus mit zwei Schiffen in See und entdecken die Durchfahrt um die Südspitze Südamerikas, die von ihnen Kap Hoorn benannt wird.
- November: Der japanische Samurai und Weltreisende Hasekura Tsunenaga erhält eine Audienz bei Papst Paul V. in Rom.
- Eine Expedition unter der Führung von Robert Bylot, an der auch William Baffin teilnimmt, erforscht an Bord der Discovery im Auftrag der Muscovy Company die Hudsonstraße auf der Suche nach der Nordwestpassage. Nördlich der Southampton-Insel kommen sie durch die Beobachtung der Gezeiten zu dem Schluss, mit dem Foxe-Becken ein abgeschlossenes Gewässer erreicht zu haben, das nicht Teil der gesuchten Passage sein könne. Statt in der Hudson Bay sei die Suche vielmehr im Bereich der Davisstraße fortzusetzen.

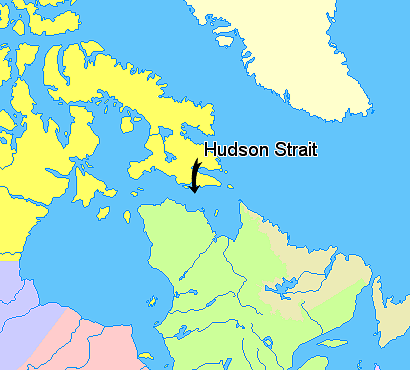
Lage der Hudsonstraße

### Wirtschaft
- 27. Juli: Kaiser Matthias ernennt Lamoral von Taxis zum erblichen Generaloberstpostmeister, dieser verpflichtet sich dafür, unter anderem auf der Via Publica einen Postdienst von Brüssel über Köln und Frankfurt bis Prag einzurichten.

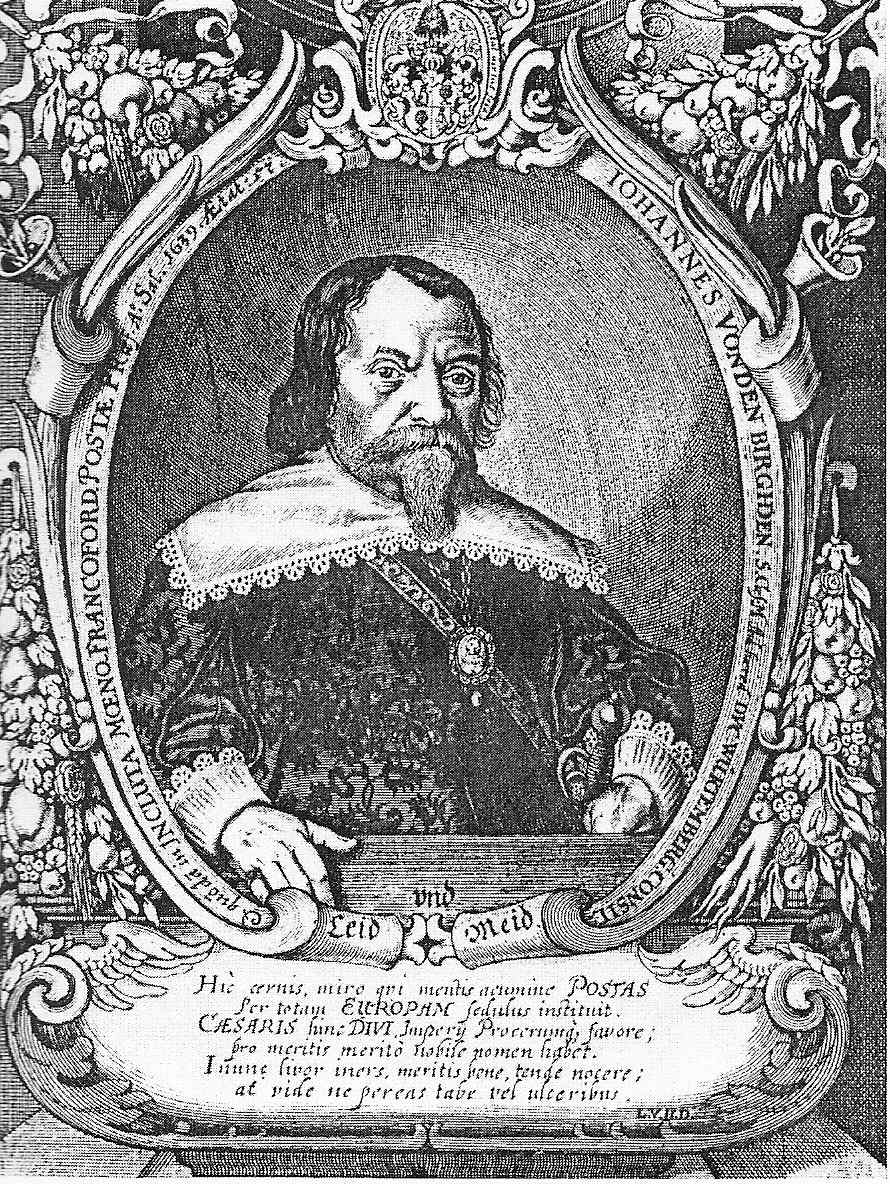
Johann von den Birghden

- um 1615: Der neue Postmeister Johann von den Birghden gründet in Frankfurt am Main die Frankfurter Postzeitung, eine der ersten Zeitungen überhaupt.

### Wissenschaft und Technik

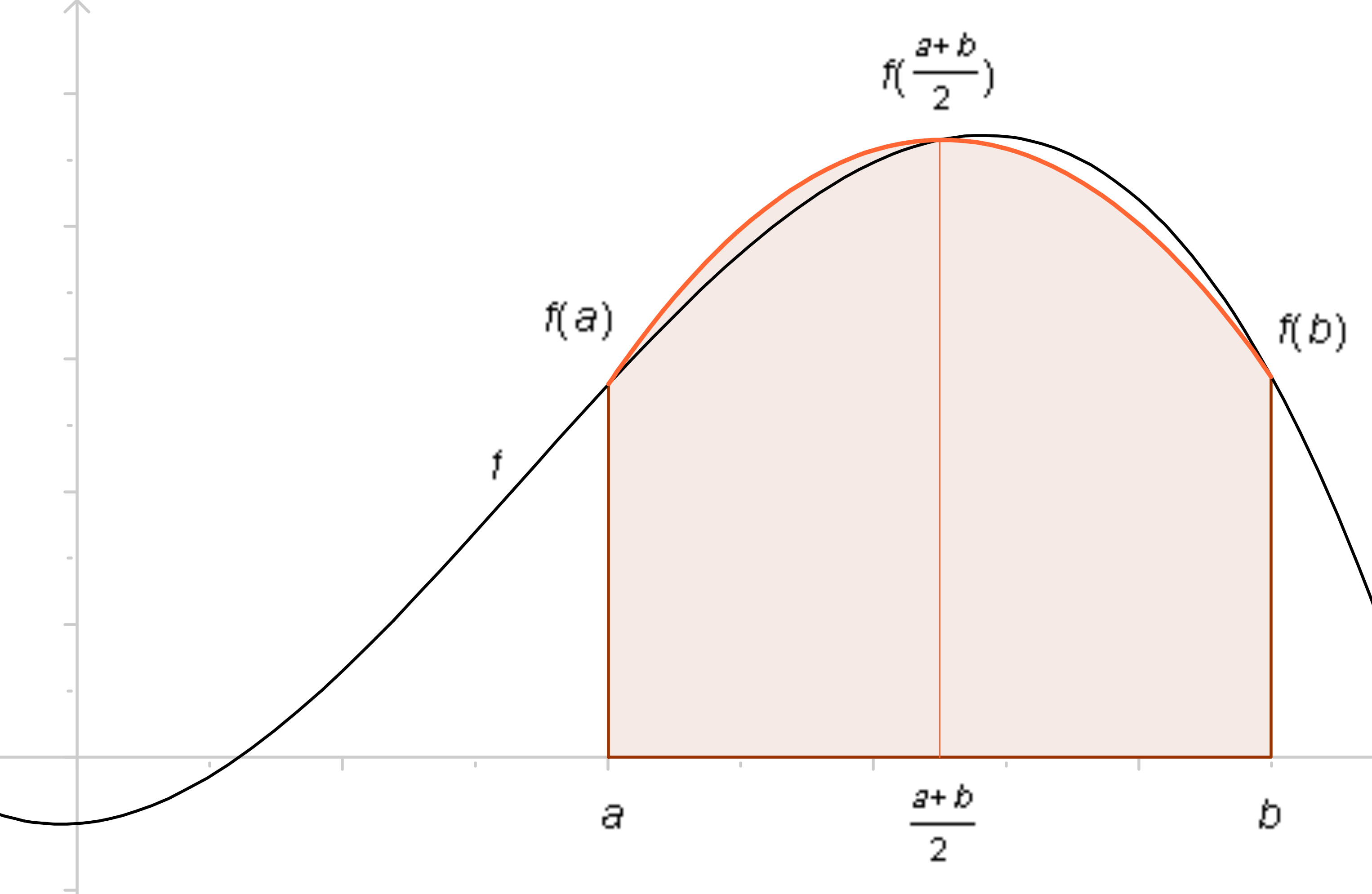
Keplersche Fassregel

Johannes Kepler formuliert die „Keplersche Fassregel“ zur näherungsweisen Berechnung von Integralen in seinem Werk Nova Stereometria doliorum vinariorum (Neue Inhaltsberechnung von Weinfässern), in dem er nach überprüfbaren Methoden zur Inhaltsberechnung von Weinfässern sucht. Eine der Methoden besteht darin, die Krümmung des Fasses durch eine Parabel anzunähern, da Inhaltsberechnungen mit Hilfe von Parabeln seit Archimedes exakt durchgeführt werden können. Unter anderem beschreibt er darin eine Formel zur Berechnung der Kapazität (genauer des Volumens) von Weinfässern mit unregelmäßigen Formen. Diese Formel liefert exakte Werte für den Pyramidenstumpf (einschließlich Pyramide), Kugel, elliptisches Paraboloid, einschaliges Hyperboloid und alle anderen Körperschichten, die sich durch ebene Körperschnitte senkrecht zu den Körperachsen erzeugen lassen. Da die Keplersche Fassregel für das Volumen von Pyramide und Tetraeder präzise Resultate ergibt, ist sie auch für Prismoide fehlerfrei anwendbar. Gute Näherungswerte liefert sie für Fässer und tonnenförmige Körper und nicht zu lange Baumstämme.

Titelseite des ersten Bandes

- Michael Praetorius vollendet den ersten Band des musiktheoretischen Werkes Syntagma musicum.

### Kultur

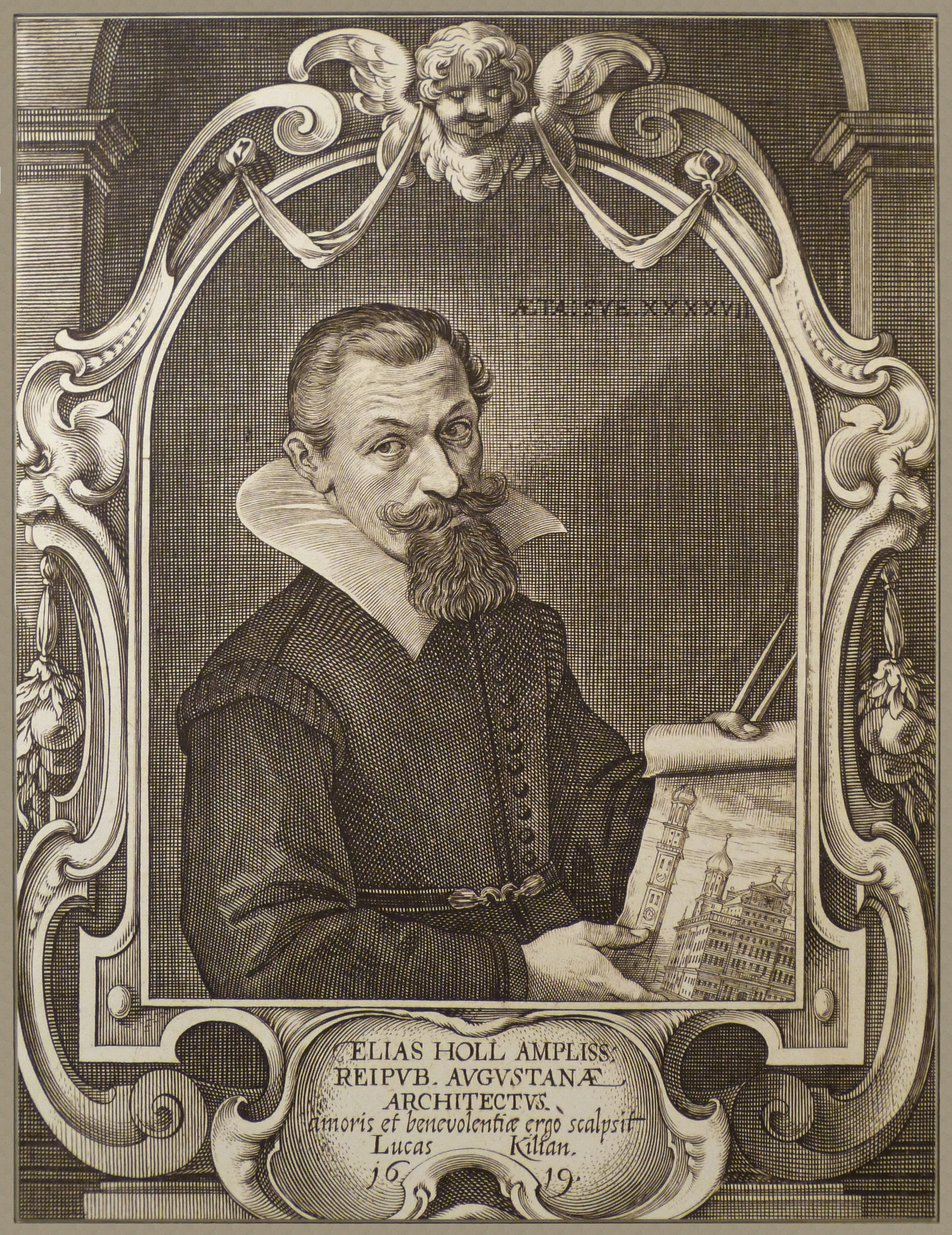
Elias Holl

- 25. August: In Augsburg erfolgt die Grundsteinlegung zum Bau des Augsburger Rathauses durch Stadtbaumeister Elias Holl.
- Miguel de Cervantes veröffentlicht nach dem Erfolg des ersten Teils aus dem Jahr 1605 den zweiten Teil des Romans Don Quijote.
- Waman Puma, auch Guaman Poma de Ayala veröffentlicht seine Chronik Primer Nueva Corónica y Buen Gobierno, welche zu einer einzigartigen historischen Quelle über die Inkas und das koloniale Peru wird.
- In Bologna wird die Accademia dei Floridi gegründet.

### Gesellschaft
- Johannes Keplers Mutter Katharina Kepler wird wegen des Verdachts der Hexerei verhaftet.

### Religion
- Während der Edo-Zeit wird das Verbot des Christentums auf ganz Japan ausgedehnt.

## Geboren

### Geburtsdatum gesichert
- 11. Januar: Katharina Charlotte von Pfalz-Zweibrücken, Pfalzgräfin von Neuburg und Herzogin von Jülich-Berg († 1651)
- 17. Januar: Christian Chemnitz, deutscher lutherischer Theologe († 1666)
- 25. Januar: Govaert Flinck, niederländischer Maler († 1660)
- 23. Februar: Nicolas Fouquet, französischer Finanzminister († 1680)
- 23. Februar: Johann Franz von Preysing, Bischof von Chiemsee († 1687)
- 01. März: Henry Frederick Thynne, 1. Baronet, englischer Adeliger († 1680)
- 06. März: Caspar Dietrich von Fürstenberg, Kanoniker, Kavallerieobrist, Alchimist und Künstler († 1675)
- 11. März: Johann Weikhard von Auersperg, österreichischer Minister, Fürst von Auersperg, Reichsfürst von Tengen und Herzog von Münsterberg († 1677)
- 13. März: Antonio Pignatelli, unter dem Namen Innozenz XII. Papst von 1691 bis 1700 († 1700)
- 17. März: Gregorio Carafa, Großmeister des Malteserordens († 1690)
- 19. März: Rasmus Vinding, dänischer Professor († 1684)
- 20. März: Dara Shikoh, Sohn des Großmoguls Shah Jahan, religiöser Denker, Mystiker und Dichter († 1659)
- 04. April: Johannes Meisner, deutscher lutherischer Theologe († 1681)
- 04. Juni: Gaspard Poussin, italienischer Maler († 1675)
- 22. Juli: Margarete von Lothringen, Herzogin von Orléans († 1672)
- 22. Juli: Gerhard Schepeler, Ratsherr und Bürgermeister von Osnabrück († 1674)
- 28. Juli: Charles de Noyelle, Ordensgeneral der Jesuiten († 1686)
- 12. September: Sophie von Hessen-Kassel, Prinzessin von Hessen-Kassel, durch Heirat Gräfin von Schaumburg-Lippe († 1670)
- 20. September: Johann Adolf von Schwarzenberg, erster Fürst von Schwarzenberg und Reichshofratspräsident († 1683)
- 26. September: Heinrich Bach, deutscher Organist († 1692)
- 08. Oktober: Erdmann August, Erbprinz von Brandenburg-Bayreuth  († 1651)
- 26. Oktober: Jean Nocret, französischer Maler und Porträtist († 1672)
- 27. Oktober: Christian I., Herzog von Sachsen-Merseburg († 1691)
- 04. November: İbrahim, Sultan des Osmanischen Reiches († 1648)
- 24. November: Philipp Wilhelm, Herzog von Pfalz-Neuburg und Jülich-Berg, Kurfürst der Pfalz († 1690)
- 07. Dezember: Nicodemus Tessin der Ältere, schwedischer Architekt († 1681)
- 13. Dezember: Gottfried Suevus der Ältere, polnischer Rechtswissenschaftler († 1659)
- Ende Dezember: Friedrich von Schomberg, Marschall von Frankreich, kurbrandenburgischer und englischer General († 1690)

### Genaues Geburtsdatum unbekannt
- Armand de Sillègue d’Athos d’Autevielle, französischer Musketier († 1645)
- Richard Salwey, englischer Politiker († 1685)
- Stephan Pilarick, Philosoph und Theologe († 1693)
- Otto Johann Witte, deutscher Politiker († 1677)

## Gestorben

### Todesdatum gesichert

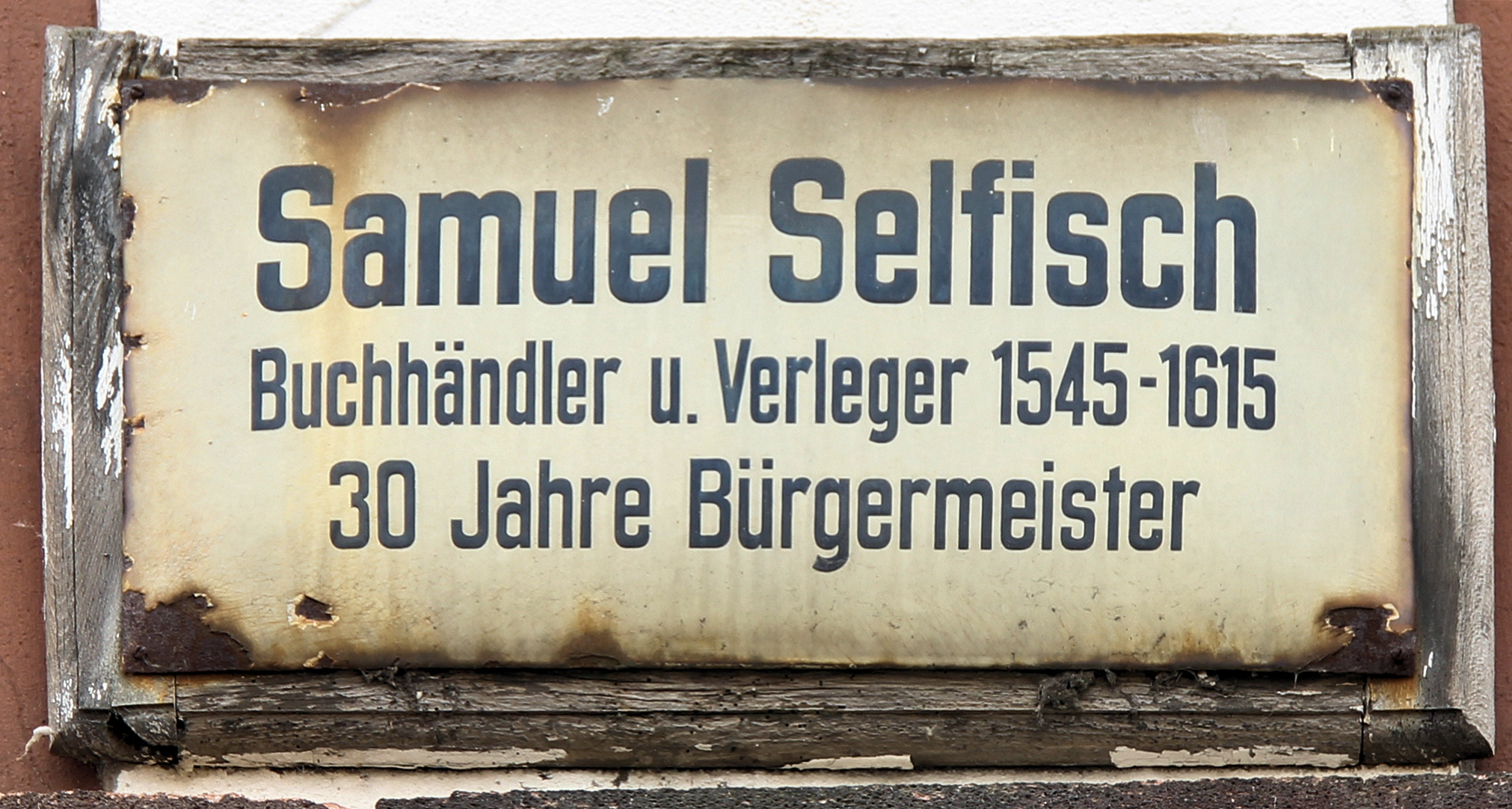
Gedenktafel am Haus Markt 6, in der Lutherstadt Wittenberg

- 07. Januar: Samuel Selfisch, deutscher Verleger und Buchhändler, Bürgermeister von Wittenberg (* 1529)
- 27. Januar: Imagawa Ujizane, japanischer Daimyō und General (* 1538)
- 31. Januar: Claudio Acquaviva,  Generalsuperior der Societas Jesu (* 1543)
- 04. Februar: Justo Takayama, japanischer Feldherr und Christ (* 1552)
- 04. März: Hans von Aachen, deutscher Maler (* 1552)
- 06. März: Pieter Both, erster Generalgouverneur der niederländischen Ostindien-Kompanie (VOC) in Südostasien (* 1568)
- 10. März: John Ogilvie, Mönch im Jesuitenorden und Märtyrer der katholischen Kirche (* um 1580)
- 27. März: Margarete von Valois, Königin von Frankreich und Navarra (* 1553)
- 13. April: Giovanni de Vecchi, italienischer Maler (* 1536)
- 04. Mai: Adriaan van Roomen, flämischer Mathematiker und Mediziner (* 1561)
- 20. Mai: Johann Heinrich von Lindenau, Rittergutsbesitzer (* 1586)
- 01. Juni: al-Būrīnī, osmanischer Gelehrter und Chronist (* 1556)
- 02. Juni: Kimura Shigenari, japanischer Samurai und Feldherr (* 1592)
- 04. Juni: Toyotomi Hideyori, japanischer Samurai und Feldherr (* 1593)
- 24. Juni: Katagiri Katsumoto, japanischer Feldherr (* 1556)
- 24. Juni: Simon Ulrich Pistoris, Rechtswissenschaftler und kursächsischer Diplomat (* 1570)
- 06. Juli: Furuta Oribe, japanischer Daimyō (* 1544)
- 08. Juli: Owen Günther, deutscher Philosoph (* 1532)
- 30. Juli: Evert Horn, schwedischer Feldmarschall (* 1585)
- 18. August: Louis Métezeau, französischer Architekt (* 1559 oder 1560)
- 23. August: François de Joyeuse, französischer Kardinal der katholischen Kirche und Kardinaldekan (* 1562)
- 30. August: Étienne Pasquier, französischer Jurist und Literat (* 1529)
- 09. September: Virginio Orsini, Herzog von Bracciano (* 1572)
- 22. September: Heinrich Petreus, deutscher Jurist und Humanist (* 1546)
- 27. September: Arbella Stuart, englische Adelige (* 1575)
- 09. Oktober: Juan Fernández de Boán, spanischer Jurist und Vizekönig von Peru (* 1549)
- 10. November: Paul Francke, deutscher Baumeister (* um  1537)
- 11. November: Abraham Suarinus, deutscher lutherischer Theologe (* 1563)
- 24. November: Sethus Calvisius, Komponist, Musiktheoretiker und Kantor (* 1556)
- 25. November: Hieronymus I. Hölein, Abt des Zisterzienserklosters in Ebrach
- 07. Dezember: Gerard Reynst, zweiter Generalgouverneur der niederländischen Ostindien-Kompanie (VOC) in Südostasien
- 26. Dezember: August, Verweser des Bistums Naumburg (* 1589)

### Genaues Todesdatum unbekannt
- Bashabes, ein Sagamore der Kennebec, einem Indianerstamm der Östlichen Abenaki aus dem äußersten Nordosten der USA
- Timothy Bright, englischer Entwickler eines Stenografiesystems (* um 1551)
- Françoise de Cezelli, französische Militärgouverneurin und Kriegsheldin (* 1558)